# Брансвік (півострів)
Брансвік (ісп. Península de Brunswick) — найбільший півострів у чилійській області Магальянес-і-ла-Антарктика-Чілена. Довжина півострова 112 км.
На ньому розташована найпівденніша континентальна точка Південної Америки — мис Фроуерд.
Англійські дослідники назвали півострів на честь герцога Фрідріха Вільгельма Брауншвейг-Вольфенбюттельського, який брав участь у війнах з Наполеоном і загинув у битві при Катр-Бра .
Єдине місто на півострові — Пунта-Аренас, столиця регіону. Півострів гористий, найбільша висота — 1127 м.
На південь і схід від півострова лежить острів Вогняна Земля, відокремлений Магеллановою протокою, на північному заході омивається затокою Отвей .